# Galleria dell'Accademia (Napoli)
La galleria dell'Accademia è un'istituzione museale di Napoli fondata nel 1864, e ubicata nel palazzo che ospita l'Accademia di Belle Arti di Napoli.
Le opere presenti nel museo riguardano diversi periodi storici, seppur risulta prevalere il numero di quelle eseguite dagli stessi allievi dell'Accademia, nel corso dell'Ottocento.

## Storia
Dopo essere stata spostata dal real museo borbonico nel 1864 all'attuale palazzo, la galleria assunse una definitiva sistemazione solo nel 1891 con Filippo Palizzi, divenuto presidente dell'Accademia.
L'inaugurazione della galleria avvenne tuttavia solo nel 1916 con Vincenzo Volpe presidente (succeduto ad Achille D'Orsi, a sua volta successore di Palizzi). Per motivi strutturali, la galleria fu chiusa qualche anno dopo e rimase inaccessibile al pubblico fino al 1929.
Il terremoto del 1930, gli eventi inerenti alla seconda guerra mondiale ed ai furti avuti nella seconda metà del XX secolo porteranno la galleria ad altri anni di chiusura, fino alla definitiva riapertura avvenuta solo nel 2005.
Nel 2020 i carabinieri del nucleo Tutela Patrimonio Culturale hanno effettuato un importante ritrovamento di un dipinto del pittore veneziano seicentesco Giulio Carpioni, trafugato negli anni '70.

## Esposizioni

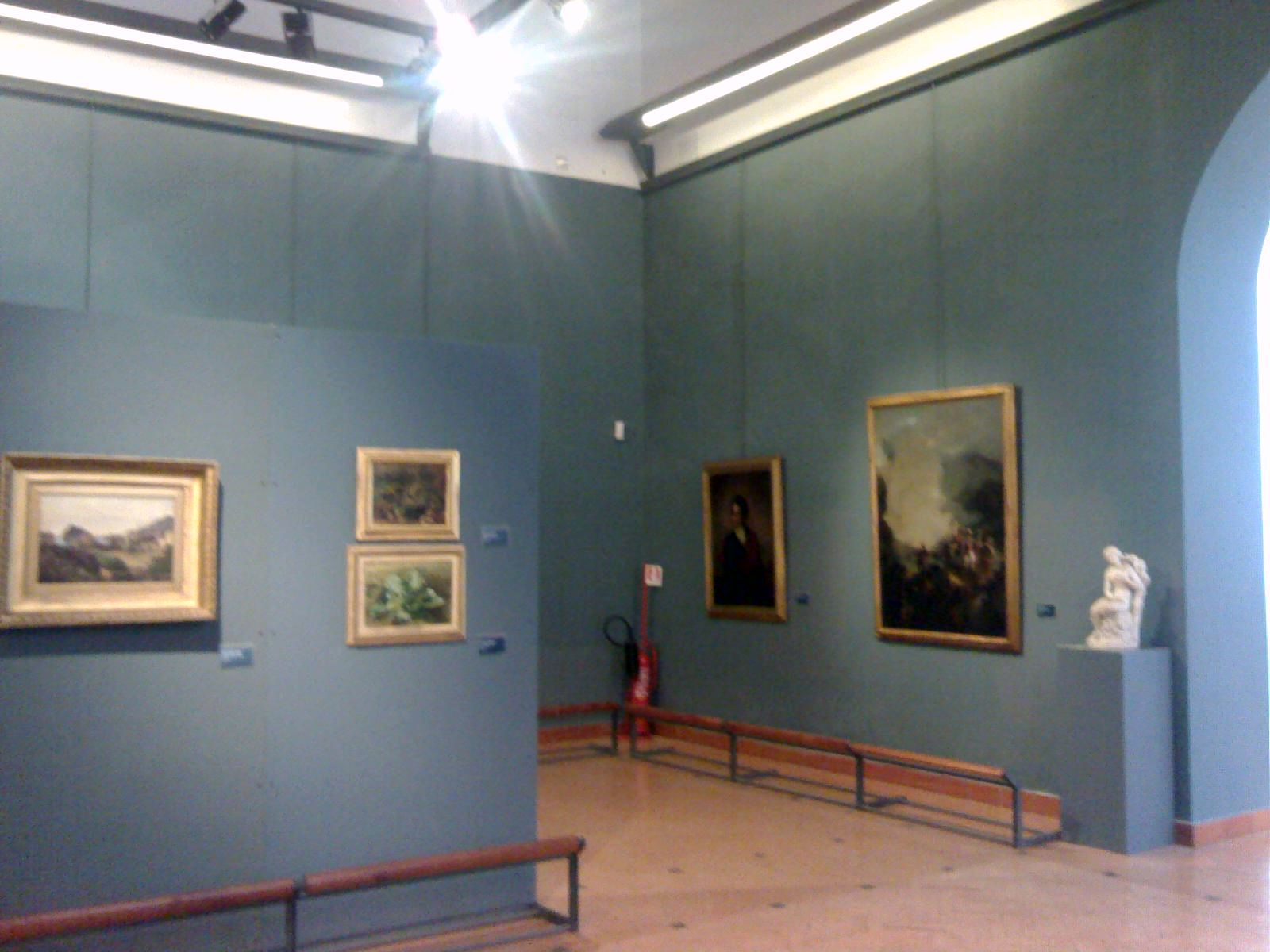
Un lato della sala dell'Ottocento della galleria. La piccola scultura marmorea a destra è la Eva di Tito Angelini.

Nella galleria storica sono esposti disegni, dipinti e sculture in marmo, bronzo e terracotta databili dal XVI secolo al XIX.
Un importante numero di pezzi proviene dalla donazione Palizzi avvenuta nel 1896 da parte di Filippo Palizzi. La stessa comprende opere (tra pitture e disegni) per lo più di artisti stranieri, come Jean-Baptiste Camille Corot, Alexandre-Gabriel Decamps e Henri Rousseau.
Oltre alla galleria storica vi è la gipsoteca, con le sue centinaia di pezzi, alcuni rari e di gran pregio; la galleria regionale d'arte moderna, che consta di quasi 800 opere, tra dipinti, disegni e sculture, di cui quasi cinquecento dipinti, oltre duecento disegni e circa settanta sculture; ed una sezione video.

### Disegni
La raccolta di disegni ed acquerelli conta 206 pezzi, realizzati da maestri e allievi dell'Accademia, come Giacinto Gigante, Domenico Morelli, Anton Sminck van Pitloo, Michele Cammarano e Teodoro Duclère. Sono presenti inoltre anche alcuni lavori di Giandomenico Tiepolo.

### Dipinti antichi
La parte più antica della raccolta è formata da un nucleo di ventotto dipinti di scuola napoletana e non, risalenti dal XVI fino alla metà del XVIII secolo. Le opere provengono dal periodo in cui l'Accademia condivideva gli stessi ambienti del Real museo borbonico e si annoverano su tutti: Le Nozze di Cana di Luca Giordano, una Santa Caterina di Mattia Preti, un San Girolamo di Jusepe de Ribera, una Fuga in Egitto di Onofrio Palumbo, l'Interno della cattedrale di François Didier Nomé, un Cristo scaccia i mercanti dal tempio di Viviano Codazzi, il ritratto del cardinale Niccolò Antonelli di Domenico Corvi e i Cinque sensi attribuito al Maestro dell'Annuncio ai pastori.

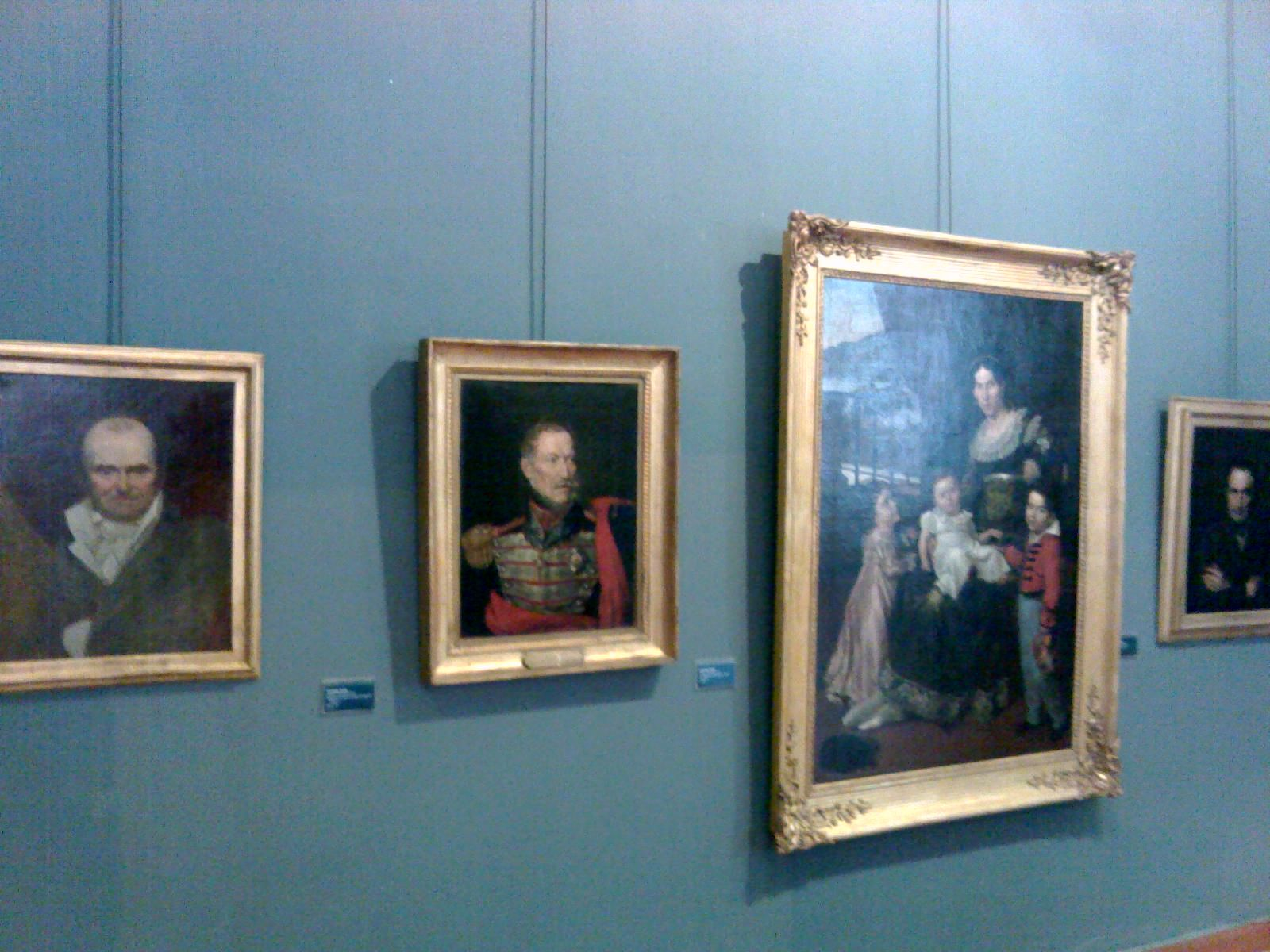
Un lato della sala dell'Ottocento. Il primo dipinto a sinistra è l'Autoritratto di Wicar.

### Dipinti del XIX secolo
Le opere del XIX sono le più numerose e testimoniano l'importante ruolo che ha avuto l'Accademia nel corso dell'Ottocento. I dipinti sono particolarmente eterogenei per soggetto: sono infatti presenti rappresentazioni paesaggistiche di Giacinto Gigante, Teodoro Duclère, Consalvo Carelli e Antonio Pitloo, tipiche della scuola di Posillipo, e di altri pittori di area napoletana, come Giovanni Giordano Lanza; ritratti di alta qualità, tra i quali quelli di Jean Baptiste Wicar, Gaetano Forte e Joseph-Boniface Franque; opere a soggetto storico di Domenico Morelli, Giuseppe Mancinelli, Gabriele Smargiassi e Francesco Saverio Altamura; ed infine dipinti di Michele Cammarano, Teofilo Patini, Edoardo Dalbono, Gioacchino Toma, Marco De Gregorio, Francesco Netti e Luigi Bazzani.

### Dipinti del XX secolo
Sono presenti opere di maestri sempre legati all'Accademia, come Antonio Mancini, Carlo Brancaccio, Vincenzo Ciardo, Saverio Gatto, Emilio Notte e altri ancora.

### Sculture
La scultura espone pezzi di ogni tipo di materiale, dal bronzo al marmo fino alla terracotta. Sono presenti un cospicuo numero di opere di Vincenzo Gemito, che occupa un'intera sala, ed altri lavori di Achille D'Orsi, Tito Angelini e Giovanni Battista Amendola.

### Alias ‍
La Galleria possiede una broderie à fils collés (ricamo a fili incollati) della ricamatrice settecentesca Marianna Elmo.

## Opere principali

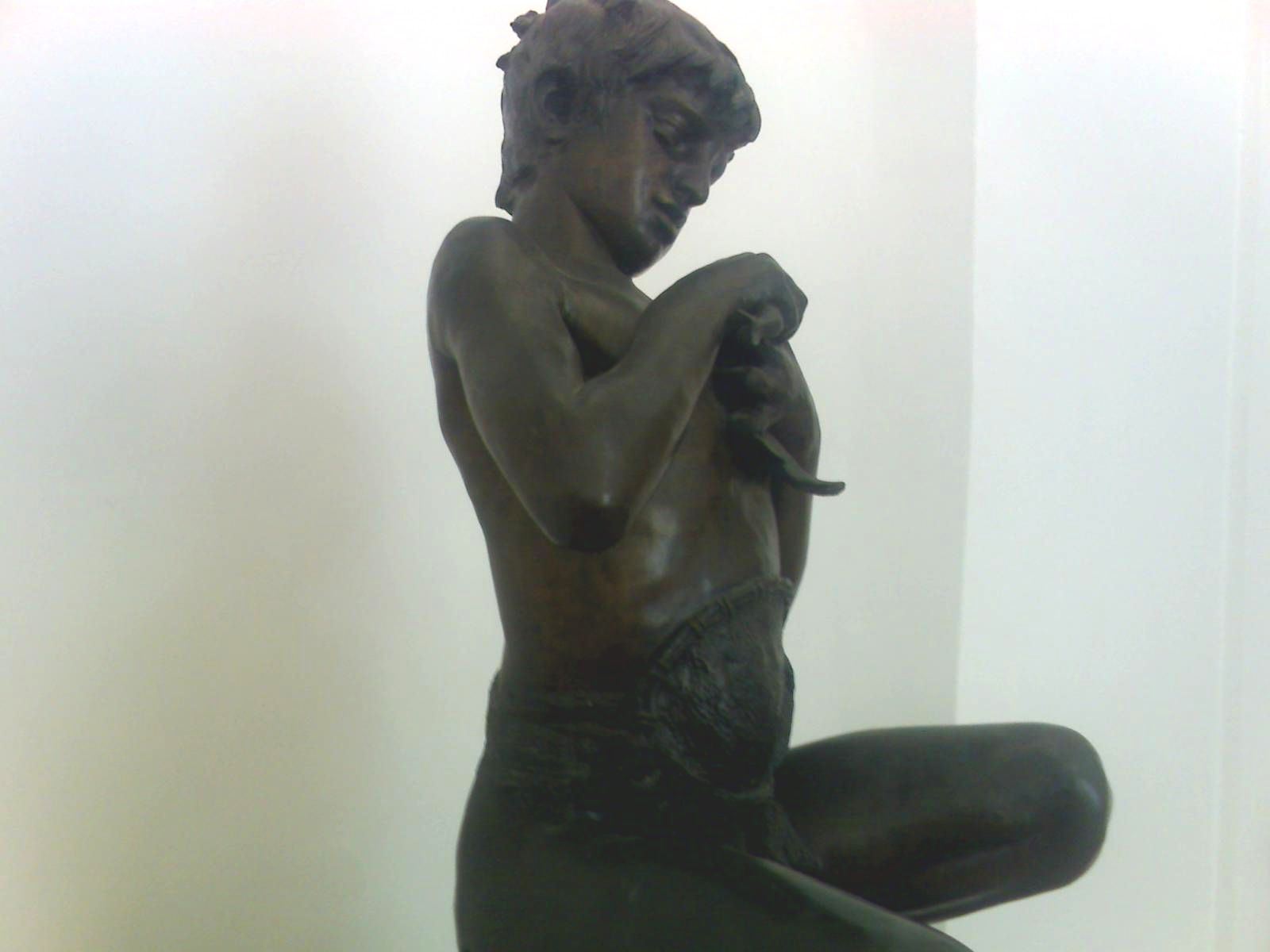
Vincenzo Gemito, il Pescatoriello (bronzo 1935)

### Sculture (lista non esaustiva)
Giovanni Battista Amendola
- Caino e la sua donna (gesso patinato in bronzo)

Tito Angelini
- Eva (1862, marmo)
- Donna nuda (1862, marmo)

Achille D'Orsi
- Busto di Nicola Amore (terracotta)
- Salvator Rosa (1871, scultura integrale in scala 1:1 in terracotta)

Emilio Franceschi
- Ad bestias (bronzo)

Vincenzo Gemito
- Busto di Domenico Morelli (1874, terracotta)
- Busto di Domenico Morelli (1926, bronzo)
- Busto di Giuseppe Verdi (1874, terracotta)
- Busto di donna (1897, bronzo)
- Giuseppe venduto dai fratelli (1874, mezzorilievo in bronzo)
- Busto di Mariano Fortuny (1874, terracotta patinata in bronzo)
- Pescatoriello (1935, bronzo)
- Testa di Alessandro Magno

(1920, bronzo)
- Carlo V d'Asburgo (bronzo)

Domenico Iollo
- Verità (1898, bronzo)

Stanislao Lista
- Busto dell'arcivescovo Sutter (1908, terracotta)

Eduardo Rossi
- Pescatore di Polipi (1894, bronzo)

Mario Rutelli
- Paolo Veti (1890, bronzo)

Tommaso Solari
- Busto di Tito Angelini (terracotta)

Saverio Gatto
- L'ubriaco (bronzo, 1916)

Augusto Perez
- Narciso (bronzo, 1966)

### Dipinti (lista non esaustiva
Luca Giordano

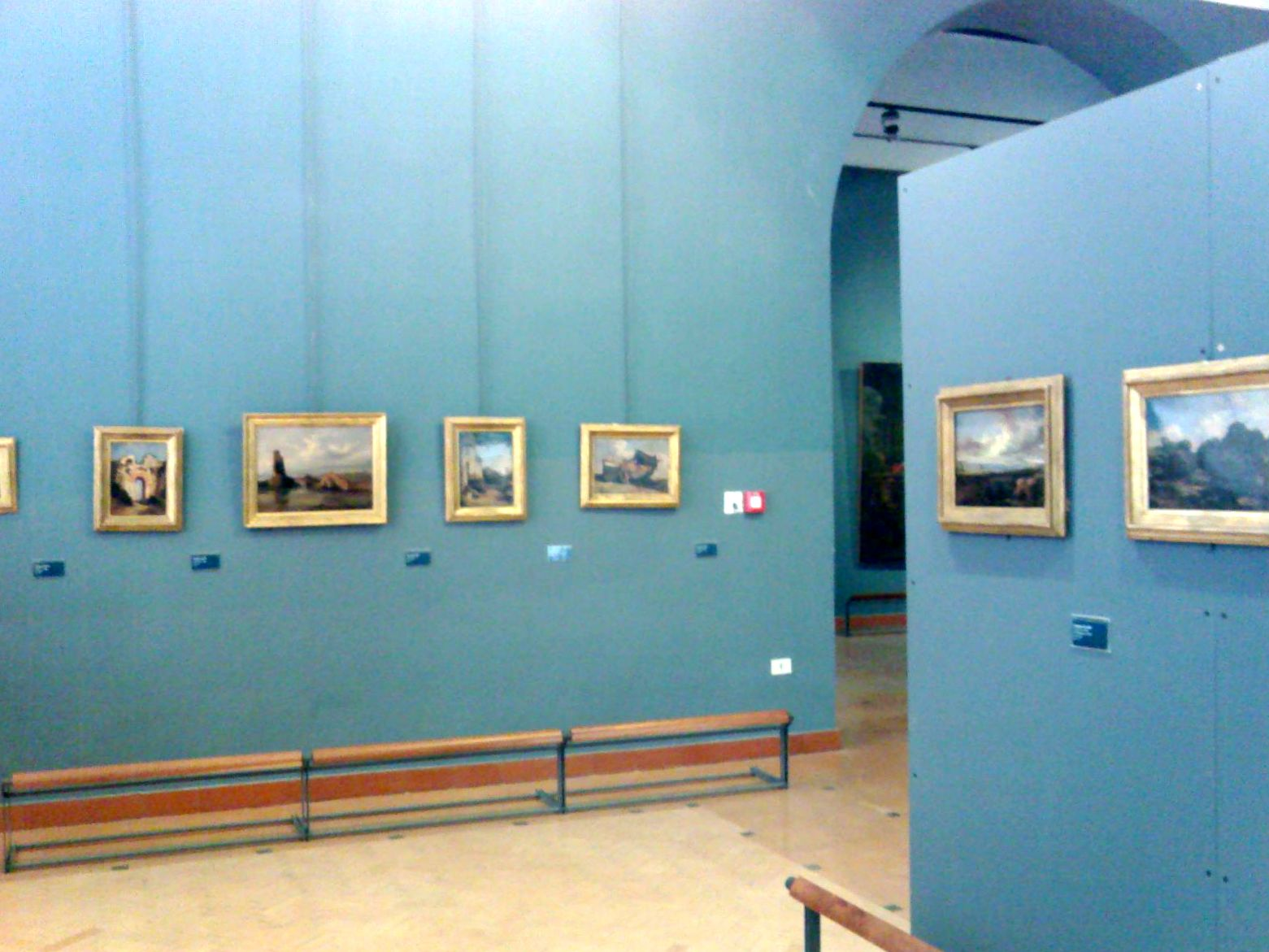
Una parte della sala dell'Ottocento

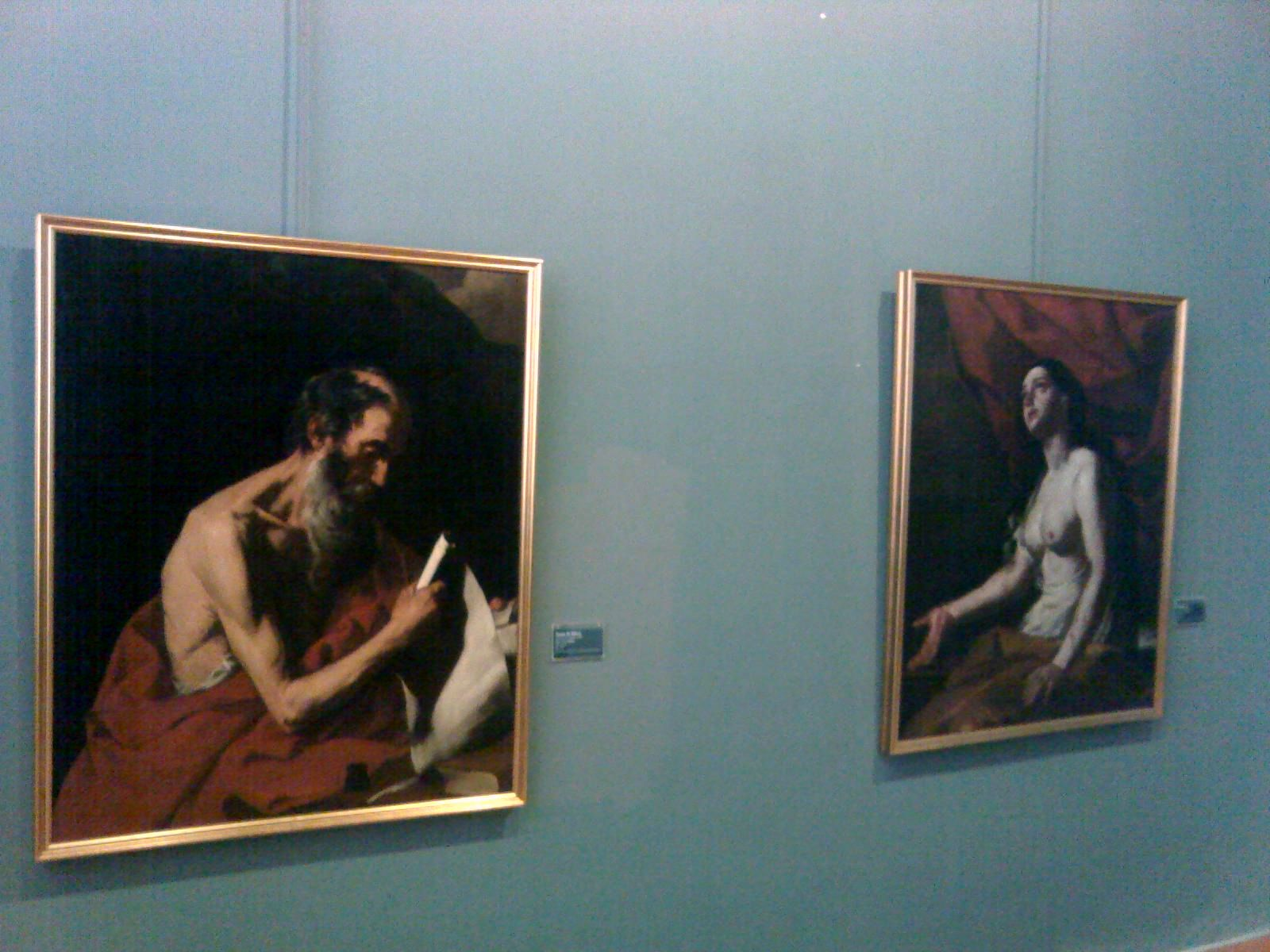
Il San Girolamo di Hendrick van Somer (a sinistra) e la Santa Caterina di Mattia Preti (a destra)

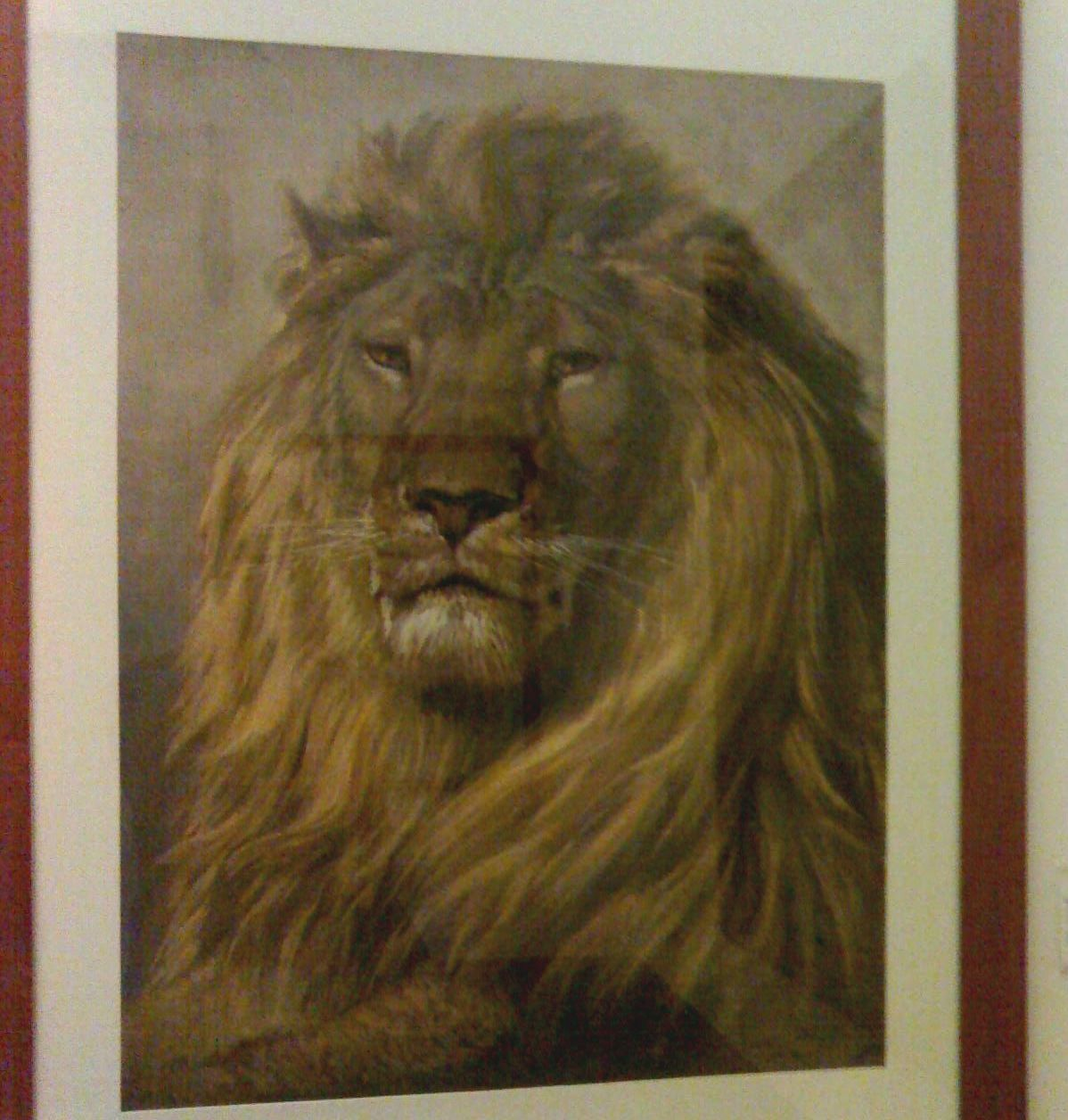
Testa di leone (1884), Filippo Palizzi

- Le Nozze di Cana (olio su tela, bozzetto)[5]

Mattia Preti
- Santa Caterina (olio su tela)

Hendrick van Somer
- San Girolamo (olio su tela)

Onofrio Palumbo
- Fuga in Egitto

Cerchia di Jusepe de Ribera
- San Luca che dipinge la Vergine[5]

Abraham Brueghel e collaboratore figurista
- Pomona

Joseph Franque
- Ritratto di gentiluomo
- Visita al Vesuvio

Domenico Corvi
- Ritratto del cardinale Niccolò Maria Antonelli

Maestro dell'Annuncio ai pastori
- Cinque sensi

Viviano Codazzi
- Cristo scaccia i mercanti dal tempio

Giulio Carpioni
- Putti danzanti in paesaggio arcadico[2]

François Didier Nomé
- Interno della cattedrale

Costanzo Angelini
- Autoritratto (pastello, 1798 circa)

Anton Sminck van Pitloo
- Veduta di Ischia

Jean Baptiste Wicar
- Autoritratto

Gaetano Forte
- Ritratto del duca di Roccaromana
- La famiglia del pittore

Filippo Palizzi
- Uscita degli animali dell'arca
- In villa
- Testa di leone

Giuseppe Palizzi
- Predica interrotta
- Autoritratto

Nicola Palizzi
- Sopra Sant'Agata di Sorrento

Domenico Morelli
- I profughi di Aquiles
- Mezza figura di arabo
- Ritratto di Achille Camillo (olio su tela 1878-79)

Bernardo Celentano
- Ritratto di Michele Ruggiero (olio su tela 1859)
- Ritratto della Marchesa Ferrarelli (olio su tela 1859)

Saverio Altamura
- L'angelo che appare a Goffredo dall'Oriente più lucente del sole (olio su tela 1847)
- Autoritratto

Teofilo Patini
- L'erede (olio su tela 1890 ca.)

Gioacchino Toma
- L'Onomastico della Maestra (tela 1879)

Michele Cammarano
- Rissa a Trastevere (olio su tela, 1887)
- Il poeta (olio su tela 1905)

Edoardo Dalbono
- La leggenda delle Sirene (olio su tela 1871)

Federico Maldarelli
- La lettera
- Autoritratto

Francesco Netti
- Coro antico che esce dal tempio (olio su tela, 1877)
- La Messe - I Mietitori (olio su tela, 1893-1894)

Gaetano Esposito
- Ritratto di Giacinto Gigante

Edoardo Tofano
- Per l'onomastico

Antonio Mancini
- Dama in rosso

Raffaele Postiglione
- Cristo e la Maddalena

Emilio Notte
- Comunicanda (olio su tela, 1941)